# Oldenlandia lactea
Oldenlandia lactea är en måreväxtart som först beskrevs av Carl Ludwig von Willdenow, och fick sitt nu gällande namn av Dc.. Oldenlandia lactea ingår i släktet Oldenlandia och familjen måreväxter. Inga underarter finns listade i Catalogue of Life.